# Зденко Зорко
Зденко Зорко (18. август 1950) бивши је југословенски и хрватски рукометаш.

## Играчка каријера
Играо је на позицији голмана. У каријери је наступао за загребачке клубове Медвешчак и Загреб. Играо је за словеначки клуб Аеро Цеље.
Наступао је за рукометну репрезентацију Југославије, са којом је на Олимпијским играма 1972. године у Минхену освојио златну медаљу. На Олимпијским играма 1976. у Монтреалу је освојио пето место и бранио на четири утакмице. Као репрезентативац Југославије освајач је бронзане медаље на Светском првенству у Источној Немачкој 1974. године. Има злато с Медитеранских игара 1975. у Алжиру.
Након завршетка играчке каријере посветио се тренерском послу. Радио је као тренер голмана у репрезентацији Хрватске, а био је тренер у Швајцарској и Немачкој.

## Успеси
Југославија
- медаље
- злато Олимпијске игре 1972. Минхен.
- бронза Светско првенство 1974. Источна Немачка.
- злато Медитеранске игре 1975. у Алжиру.